# Helcogrammoides
Helcogrammoides är ett släkte av fiskar. Helcogrammoides ingår i familjen Tripterygiidae.
Kladogram enligt Catalogue of Life:
| Helcogrammoides | \| \| Helcogrammoides antarcticus \| \| \| \| \| \| Helcogrammoides chilensis \| \| \| \| \| \| Helcogrammoides cunninghami \| \| \| \| |
|                 | \| \| Helcogrammoides antarcticus \| \| \| \| \| \| Helcogrammoides chilensis \| \| \| \| \| \| Helcogrammoides cunninghami \| \| \| \| |
|                 | Acanthanectes |
|                 | |
|                 | Apopterygion |
|                 | |
|                 | Axoclinus |
|                 | |
|                 | Bellapiscis |
|                 | |
|                 | Blennodon |
|                 | |
|                 | Brachynectes |
|                 | |
|                 | Ceratobregma |
|                 | |
|                 | Cremnochorites |
|                 | |
|                 | Crocodilichthys |
|                 | |
|                 | Cryptichthys |
|                 | |
|                 | Enneanectes |
|                 | |
|                 | Enneapterygius |
|                 | |
|                 | Forsterygion |
|                 | |
|                 | Gilloblennius |
|                 | |
|                 | Helcogramma |
|                 | |
|                 | Karalepis |
|                 | |
|                 | Lepidoblennius |
|                 | |
|                 | Lepidonectes |
|                 | |
|                 | Matanui |
|                 | |
|                 | Norfolkia |
|                 | |
|                 | Notoclinops |
|                 | |
|                 | Notoclinus |
|                 | |
|                 | Ruanoho |
|                 | |
|                 | Springerichthys |
|                 | |
|                 | Trianectes |
|                 | |
|                 | Trinorfolkia |
|                 | |
|                 | Tripterygion |
|                 | |
|                 | Ucla |
|                 | |
|                 | Helcogrammoides antarcticus |
|                 | |
|                 | Helcogrammoides chilensis |
|                 | |
|                 | Helcogrammoides cunninghami |
|                 | |

|  | Helcogrammoides antarcticus |
|  |                             |
|  | Helcogrammoides chilensis   |
|  |                             |
|  | Helcogrammoides cunninghami |
|  |                             |